# Jamie Rose
Jamie Rose (* 26. November 1959 in New York, NY) ist eine US-amerikanische Schauspielerin.

## Biografie
Die Tochter des Unterhaltungskünstlers Stewart Rose und der Tänzerin Reta Rose debütierte schon im Alter von fünf Jahren in einem Werbefilm. Aufgrund ihrer bekannten Eltern kam sie schon als Teenager in Kontakt mit dem Filmgeschäft. Zwischen 1981 und 1984 spielte sie eine der Hauptrollen in der Fernsehserie Falcon Crest. 1985 hatte sie die Titelrolle in der Serie Die Lady mit dem Colt. Daneben hatte sie Gastrollen in verschiedenen Serien wie Fantasy Island, Ally McBeal und Emergency Room – Die Notaufnahme.
Jamie Rose war von 1986 bis 1988 mit Jim Orr verheiratet. Seit 2006 ist sie mit Kenneth Gilman verheiratet und lebt in Los Angeles. Seit 2007 leitet sie dort eine eigene Schauspielschule.

## Filmografie (Auswahl)

### Film
- 1981: Die Welle (The Wave)
- 1981: Vor Morgengrauen (Just before Dawn)
- 1984: Die Herzensbrecher (Heartbreakers)
- 1984: Katastrophe auf dem Potomac (Flight 90: Disaster on the Potomac)
- 1984: Der Wolf hetzt die Meute (Tightrope)
- 1990: Crackdown – Tödlicher Auftrag (To Die Standing)
- 1991: Zombie Town (Chopper Chicks in Zombietown)
- 1996: Geschändet – ein Sohn unter Verdacht (My Son Is Innocent)
- 1999: Absturz – Leben nach der Katastrophe (A Secret Life)
- 2001: Ferien unter Palmen (Holiday in the Sun)

### Fernsehserien
- 1981–1983: Falcon Crest (44 Folgen)
- 1983: Fantasy Island (eine Folge)
- 1985–1986: Die Lady mit dem Colt (Lady Blue, 14 Folgen)
- 1985;1988: Hotel (2 Folgen)
- 1985: Simon & Simon (2 Folgen)
- 1986: Chefarzt Dr. Westphall (St. Elsewhere, Fernsehserie, 4 Folgen)
- 1988–1993: Mord ist ihr Hobby (Murder She wrote, 3 Folgen)
- 1991: Columbo: Tödlicher Jackpot (Death Hits the Jackpot)
- 1994–1995: Chicago Hope – Endstation Hoffnung (Chicago Hope, 3 Folgen)
- 1994;1996: Renegade – Gnadenlose Jagd (Renegade, 2 Folgen)
- 1997: Ally McBeal (eine Folge)
- 1997: Walker, Texas Ranger (2 Folgen)
- 2005: Emergency Room – Die Notaufnahme (ER, eine Folge)
- 2007: Cold Case – Kein Opfer ist je vergessen (Cold Case, eine Folge)
- 2008: Dr. House (House, M.D., eine Folge)
- 2008: Two and a Half Men (eine Folge)
- 2012: Criminal Minds (eine Folge)